# Мираи
Мираи (порт. Miraí) — муниципалитет в Бразилии, входит в штат Минас-Жерайс. Составная часть мезорегиона Зона-да-Мата. Входит в экономико-статистический  микрорегион Муриаэ. Население составляет 12 418 человек на 2006 год. Занимает площадь 320,628 км². Плотность населения — 38,7 чел./км².

## История
Город основан 7 сентября 1923 года.

## Статистика
- Валовой внутренний продукт на 2003 год составляет 40 285 131,00 реалов (данные: Бразильский институт географии и статистики).
- Валовой внутренний продукт на душу населения на 2003 год составляет 3236,79 реалов (данные: Бразильский институт географии и статистики).
- Индекс развития человеческого потенциала на 2000 год составляет 0,724 (данные: Программа развития ООН).